# Christinus guentheri
Christinus guentheri — вид геконоподібних ящірок родини геконових (Gekkonidae). Ендемік Австралії. Вид названий на честь німецько-британського зоолога Альберта Гюнтера.

## Поширення і екологія
Christinus guentheri мешкають на островах Лорд-Гав і Норфолк в Тасмановому морі на схід від Австралії, а також на сусідніх острівцях. Вони живуть в лісах та серед скель. Відкладають яйця.

## Збереження
МСОП класифікує цей вид як вразливий. Christinus guentheri загрожує знищення природного середовища, а на Лорд-Гау — також хижацтво з боку інвазивних чорних пацюків (Rattus rattus).